# Osie

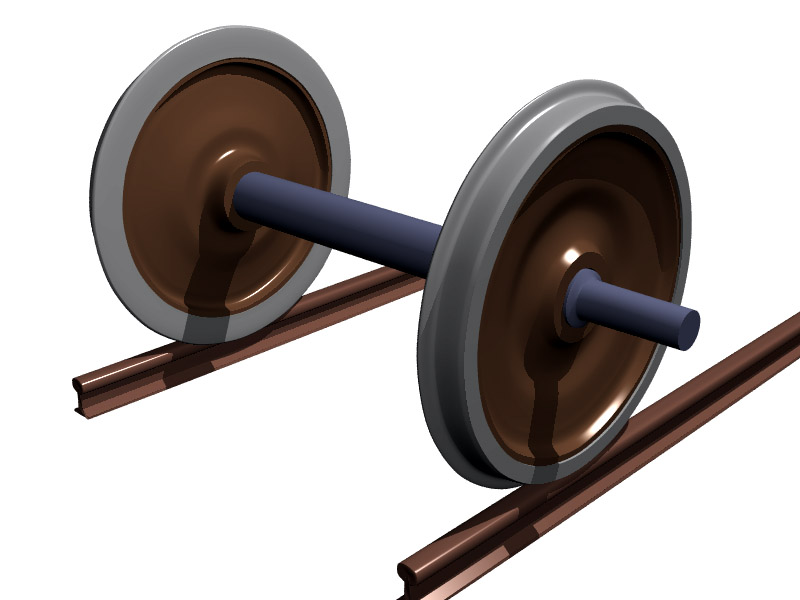
Osie rotitoare

Osia este un organ de mașină care susține alte organe ale mișcării de rotație (scripeți, roți dințate, roți de rulare, etc.) fără să transmită momente de răsucire precum arborii. 
Solicitările sunt în principal numai de încovoiere, deoarece momentul rezistent de frecare din lagăre este foarte mic și poate fi neglijat.
Exemple:
Scripete cu osie fixă și roată de cablu.
Osie rotitoare (la vagoane).

## Clasificarea arborilor și osiilor
- După condițiile de funcționare:
  - în funcție de modul de încărcare:
    - static determinați
    - static nedeterminați

  - în funcție de comportarea la vibrații a arborilor (turația de regim/turația critică):
    - rigizi (n < ncr)
    - elastici ((n > ncr)

  - în funcție de tipul de solicitare:
    - la osii: încovoiere
    - la arbori: răsucire, răsucire și încovoiere

  - în funcție de poziția în care lucrează:
    - orizontală
    - verticală
    - înclinată
- După formă:
  - cu axa geometrică:
    - dreaptă (arbori drepți)
    - cotită (arbori cotiți)

  - cu secțiune constantă/variabilă:
    - plină
    - inelară
- După tehnologia de execuție:
  - laminare
  - forjare-matrițare
  - turnare
- După poziția axei de sprijin:
  - fixă (arbori de sprijin)
  - variabilă (arbori flexibili)

## Materiale
Materialele din care se confecționează arborii și osiile se aleg în funcție de scopul urmărit și condițiile impuse în funcționare, de tehnologia de execuție adoptată, etc.
În general se utilizează oțeluri carbon obișnuite OL42, OL50, OL60. pentru a satisface aceeași rezistență dar la gabarite și la greutăți mai mici se vor folosi oțeluri carbon de calitate (la care se vor aplica tratamente termice adecvate pentru a crește rezistența în zonele de sprijin) OLC25, OLC35, OLC45. pentru solicitări importante și gabarite reduse se recomandă oțelurile aliate de îmbunătățire: 41MoCr11, 41CrNi12, 18MoCrNi13, 21MoMnCr12, 13CrNi30.
Deoarece fontele au rezistență mecanică mai scăzută decât oțelurile, dar au o sensibilitate mult mai mică față de efectul de concentrare al tensiunilor și o capacitate mult mai bună de amortizare a vibrațiilor, vor fi recomandate la executarea arborilor de dimensiuni mari sau a arborilor cu formă complicată. Astfel se utilizează fontele cu grafit nodular sau fontele maleabile.

## Etapele proiectării arborilor și a osiilor
1. Predimensionarea se face prin calculul de rezistență la rupere sau la deformații.
2. Adoptarea soluției constructive – se pornește de la rezultatele predimensionării și se ia în considerare forma constructivă, condițiile de execuție și de montaj.
3. Efectuarea verificărilor de rezistență la oboseală, deformații, vibrații etc.

Pentru efectuarea calculelor, modelul real al subansamblului arbore (osie) – elemente de susținere, se înlocuiește cu modelul convențional al unei grinzi plane sprijinită pe reazeme (lagăre) și încărcată cu forțe exterioare.

## Formule de calcul
Wnec = Mimax / σai ;		Wnec = п d3 / 32 ;		σi = Mîmax / W ;
Wpnec = Mt / ζat ;		Mt = 95500 P / n ;		Wpnec = п d3 / 16 ;
Σec = (σî2 + 4 ζt2 )-2

## Fusuri și pivoți
Fusurile și pivoții sunt acele zone din componența arborilor și osiilor prin care aceștia se sprijină în lagăre.
După direcția forței care le solicită în raport cu axa lor de rotație fusurile pot fi: 
- radiale,
- axiale,
- radial-axiale.

Pivoții sunt acele fusuri axiale sau radial-axiale la care forța principală din lagăr este paralelă cu axa de rotație.
Osiile sunt organe de mașini cu mișcare de rotație sau fixe destinate numai susținerii unor organe de mașini în mișcare de rotație. Osiile nu transmit momente de torsiune.
Arborii și osiile au și rolul de a prelua forțele de la organele de mașini montate pe acestea și de a le transmite reazemelor (lagăre cu rostogolire sau cu alunecare).
Osiile și arborii sunt organe de mașini având rolul de a susține alte elemente care contribuie la transmiterea mișcării de rotație. De obicei, osiile și arborii fac legătura cinematică cu alte elemente de la care primesc, respectiv la care transmit mișcarea de rotație.
Osiile și arborii drepți sau liniari au axa geometrică longitudinală dreaptă, comună cu axa de rotație.
Osiile, având funcția principală de susținere a altor elemente cu mișcarea de rotație, nu transmit momente de torsiune, deci sunt solicitate numai la încovoiere. Solicitarea la torsiune provine numai din frecarea la lagăre, de aceea este neglijabilă în comparație cu solicitarea principală la încovoiere.
Deși pot avea diferite forme constructive, osiile se clasifică de obicei în: osii fixe, folosite ca reazeme pentru alte elemente care se rotesc liber pe ele, și osii mobile, ce se rotesc în reazeme împreună cu celelalte elemente fixate pe ele.
Osiile sunt organe de mașini cu mișcare de rotație sau fixe destinate numai susținerii unor organe de mașini în mișcare de rotație. Osiile nu transmit momente de torsiune.
Arborii și osiile au și rolul de a prelua forțele de la organele de mașini montate pe acestea și de a le transmite reazemelor (lagăre cu rostogolire sau cu alunecare).
Osiile și arborii sunt organe de mașini supuse la oboseală, din acest motiv după dimensionare este necesară verificarea rezistenței efective la încovoiere și compararea cu valoarea rezistent admisibile la încovoiere în punctele periculoase A și R cu următoarele relații: